# AEROPHONIA
«AEROPHONIA» (укр. Аерофонія) — футуристична опера українських композиторів Романа Григорева та Іллі Разумейка із використанням літака АН-2 в якості музичного інструменту та центрального елемента сценографії. Створена у 2018 році і виконана на стадіоні РУХ в Івано-Франківську під час фестивалю PORTO FRANKO. Лібретто опери засновано на поезії українського літератора Юрія Іздрика, режисером опери виступив Ростислав Держипільский. Універсальні ролі виконали артисти формації NOVA OPERA.

## Історія створення

### Використання літака АН-2 в якості музичного інструменту
Ідея написати музику для турбіни літака виникли у композитора Романа Григорева під час підготовки фестивалю PORTO FRANKO 2018, який отримав назву PORTO FRANKO Air_Port. Під час підготовчого періоду були проведені дослідження на заводі ДП «Антонов» в Києві, де було вирішено, що оскільки турбіна є занадто складним елементом для її використання в умовах масових заходів, центральним музичним елементом опери може стати легендарний літак АН-2.

### Походження назви
В 2013 році під час роботи над фестивалем О-фест в Києві, кураторка Поліна Городиська започаткувала напрям «Поезофонія», який потім у формі музично-поетичних програм також присутній на фестивалях PORTO FRANKO у 2016 та 2017 році. Під час розробки концепції фестивалю PORTO FRANKO 2018 з поезофонії утворилася «аерофонія», яка стала окремим напрямком фестивалю та назвою футуристичної опери.

### Репетиційний процесс
Репетиції опери проходили в декілька етапів в студії Національної спілки композиторів України в Києві та в Драматичному театрі в Івано-Франквіську . Окрім того був проведений ряд саунд-чеків літака АН-2 на території Коломийського аеродрому.В перші дні червня літак АН-2 призначений для перформансу був пофарбований в жовтий колір, та в розібраному вигляді транспортований з Коломийського аеропорту на стадіон «РУХ» в Івано-Франківську.
В ночі з 7-го на 8-ме червня Літак у розібраному вигляді було транспортовано на площу перед Івано-Франківським драматичним театром, де відбувся перформанс-прес-конференція фестивалю під назвою «Take off».

### Перформанс
13 червня почалася побудова сценічних конструкцій та монтаж літака на стадіоні. 14 червня пройшла генеральна репетиція та світова прем'єра опера на вщерть заповненому стадіоні (біля 9000 глядачів). Одразу після закінчення перформансу представник «Національного реєстру рекордів України» зафіксував перформанс як український рекорд щодо використання літака як музичного інструменту.
Одразу після закінчення опери Аерофонія в Палаці Потоцьких розпочався виступ гурту ХЗВ, який завершився скандалом та відкриттям кримінального провадження щодо директору фестивалю Романа Григоріва щодо порушення «етичних та християнських цінностей».
В грудні 2018 року була започаткована програма «NOVA OPERA на великому екрані», яка розпочалася із показу телеверсії футуристичної опери AEROPHONIA (телеканал Btv та режисер Ян Голуб) відбулася в кінотеатрі Київ.

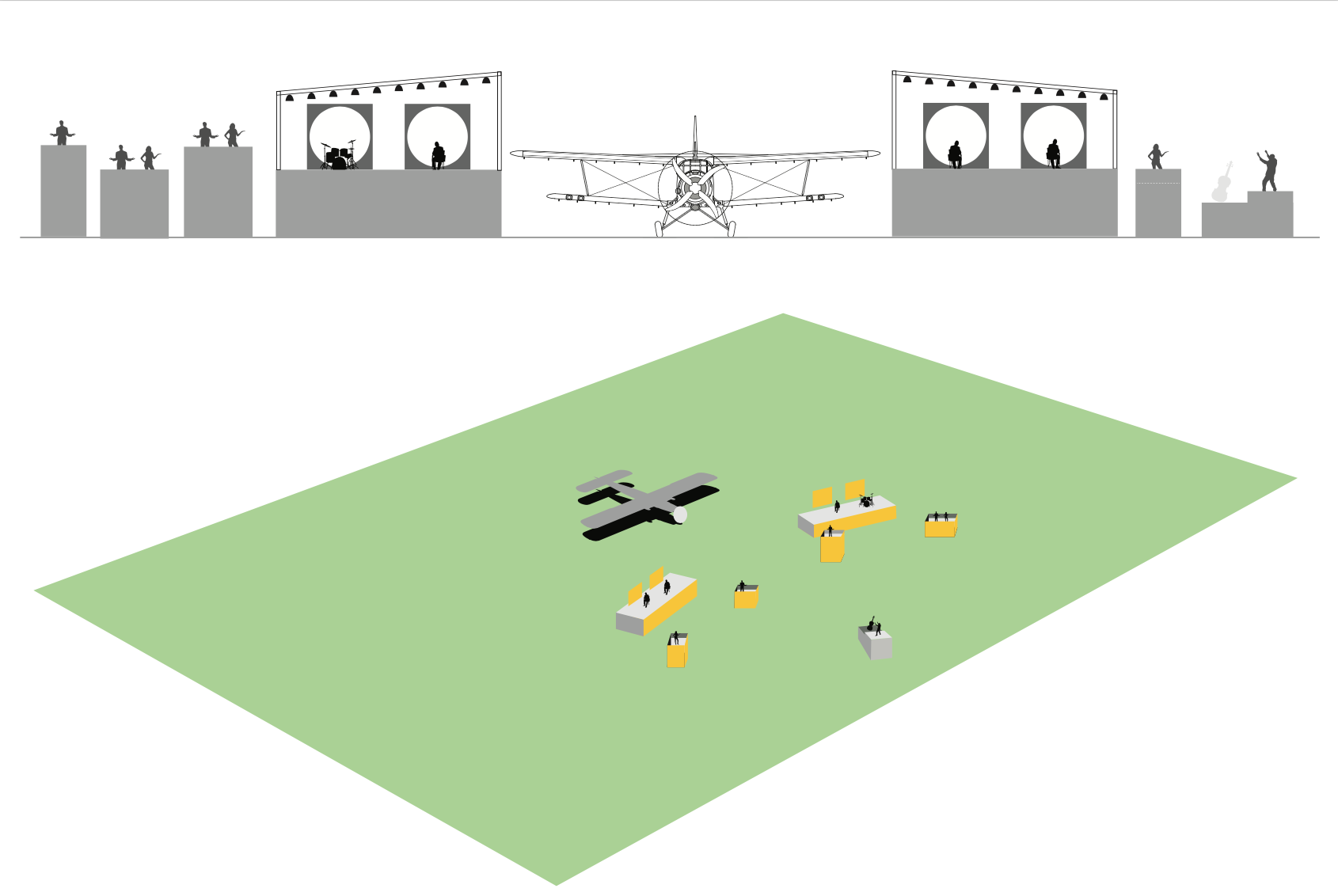
Сценічний план для виконання опери

## Музика, лібретто та сценографія
Музика опери уявляє собою пастичо з інших перформансів формації NOVA OPERA, зокрема Trap-opera Wozzeck, опери-балет Ковчег та «Бруклінської меси». Також в опері в якості електронної інтерлюдії прозвучав виступ композитора та електронщика Георгій Потопальского.
Лібретто базується на поетичних творах Юрія Іздрика зрілого періоду, латинських сакральних, українських та монгольских народних текстках. Текстуальні фрагменти деяких композицій були створені солісткою NOVA OPERA співачкою Марьяною Головко.
Сценографія опери була створена композитором Романом Григорівим разом з художником Ярославом Зенем, і уявляє собою неконвенційну сценічну конструкцію із асиметричними модулями та літаком АН-2 в якості центрального елемента перформансу.

## Дійові особи та виконавці[6]
| Творча група             | Творча група                     |
| ------------------------ | -------------------------------- |
| Роман Григорів           | Ідея, композиція, сценографія    |
| Ілля Разумейко           | Композиція, лібрето, драматургія |
| Юрій Іздрик              | Лібрето                          |
| Ростислав Держипільський | Режисер                          |
| Ярослав Зень             | Анімація                         |
| Ярослав Костенко         | Відео                            |

| Виконавець               | Голос / інструмент            |
| ------------------------ | ----------------------------- |
| Юрій Іздрик              | Голос, перкусія               |
| Марьяна Головко          | Сопрано                       |
| Анна Марич               | Сопрано                       |
| Андрій Кошман            | Баритон                       |
| Руслан Кірш              | Баритон                       |
| Жанна Марчинська         | Віолончель                    |
| Андрій Надольський       | Перкусія                      |
| Георгій Потопальський    | Лайф-електроніка, сінтезатори |
| Роман Григорів           | Контрабас, гітара             |
| Ілля Разумейко           | Клавіші, роліборд             |
| Ростислав Держипільський | Режисер                       |
| Ярослав Зень             | Анімація                      |
| Ярослав Костенко         | Відео                         |
| Екіпаж літака АН-2       |                               |
| Валентин Іщенко          | Пілот АН-2                    |
| Михайло Ходан            | Технік АН-2                   |